# Bacterial Artificial Chromosome
Bacterial Artificial Chromosome (engl.), BAC ist ein künstliches Chromosom, das aus dem single-copy F-Plasmid des Bakteriums Escherichia coli entwickelt wurde.
BACs dienen als Vektoren und erlauben im Gegensatz zu den Cosmiden und Plasmiden die Klonierung von größeren Genomabschnitten. Es enthält die als λ-cosN- und P1-loxP-Stelle bekannten Spaltstellen sowie zwei Schnittstellen für Restriktionsenzyme (HindIII und BamHI) sowie einige GC-Schnittstellen, etwa SfiI und Not I. Mit Hilfe des BAC ist es etwa möglich, RNA-Sonden zu konstruieren und es eignet sich vor allem zur Einschleusung von Genomabschnitten in E. coli. BACs können eine Größe von über 300 kbp erreichen und sind extrem stabil (> 100 Generationen). Wang et al. erstellten 1995 mit Hilfe von BACs eine Reisgenombibliothek mit durchschnittlichen Insertionslängen von 125 kbp. Die Entwicklung der Recombineering-Technologie erlaubt heute schnelle und exakte BAC-Modifizierungen, z. B. zur Generierung einer Knockout-Maus.
Auf dem BAC baut die Entwicklung des PAC auf.